# SV Eindhoven
SV Eindhoven, pełna nazwa Eindhovense Schaakvereniging – holenderski klub szachowy z siedzibą w Eindhoven, mistrz kraju z 1984 roku.

## Historia
Klub został założony w 1915 roku. W 1980 roku zespół zdobył wicemistrzostwo Holandii, za Volmakiem Rotterdam. W 1981 roku klub spadł z Hoofdklasse, powrócił do niej rok później. W 1982 roku klub zapewnił sobie wsparcie sponsora tytularnego – L&T. Zespół zajął wówczas trzecie miejsce w lidze, a w sezonie 1983/1984 uzyskał mistrzostwo kraju. W 1985 roku L&T Eindhoven był trzeci w lidze. W sezonie 1985/1986 klub zadebiutował w Pucharze Europy. Holenderski zespół wygrał wówczas spotkania z ITB Bukareszt i Vulką Barcelona, odpadając w ćwierćfinale po przegranej z CSKA Moskwa. W kadrze drużyny znajdowali się wówczas m.in. Peter Scheeren, Frans Cuijpers, Frans Kuijpers, Rudy Douven i Johan van Mil. W 1986 roku klub, już bez tytularnego sponsora, zajął trzecie miejsce w Hoofdklasse. W 1988 roku SV Eindhoven spadł z ligi. W sezonie 1989/1990 zespół wygrał Eerste klasse i powrócił do pierwszej ligi. W 1991 roku klub uzyskał trzecie miejsce w mistrzostwach. W 1995 roku nastąpił spadek do drugiej ligi. W 2012 roku klub spadł na trzeci poziom. Cztery lata później Eindhoven spadł do czwartej ligi, z której awansował rok później. W sezonie 2022/2023 klub ponownie spadł. W 2024 roku uzyskano awans na trzeci poziom ligowy.